# Wards trogon
De Wards trogon (Harpactes wardi)  is een vogelsoort uit de familie Trogons (Trogonidae). Deze vogel is ontdekt door en genoemd naar de Engelse natuuronderzoeker Frank Kingdom-Ward (1885-1958).

## Verspreiding en leefgebied
Deze soort komt voor van noordoostelijk India tot noordelijk Vietnam.